# Liste der Botschafter der Vereinigten Staaten in Tansania

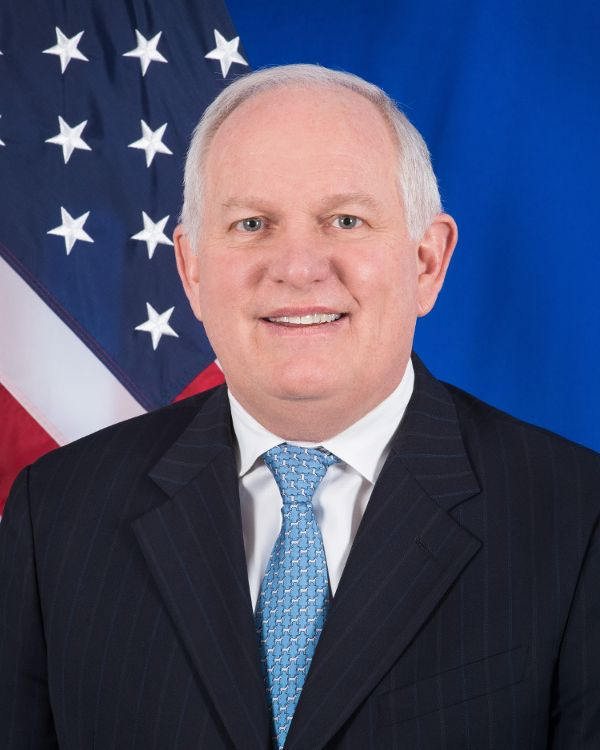
Donald J. Wright, derzeitiger Botschafter in Tansania

Der Botschafter der Vereinigten Staaten von Amerika in Tansania ist der Botschafter der Vereinigten Staaten von Amerika in Tanganyika und Tansania.

## Botschafter
| Amtszeit  | Name                       | Bemerkung                    |
| --------- | -------------------------- | ---------------------------- |
| 1961–     | William Redman Duggan      | Chargé d’Affaires ad interim |
| 1962–1965 | William Leonhart           |                              |
| 1966–1969 | John Howard Burns          |                              |
| 1969–1972 | Claude George Anthony Ross |                              |
| 1972–1975 | William Beverly Carter Jr. |                              |
| 1976–1979 | James William Spain        |                              |
| 1979–1981 | Richard Noyes Viets        |                              |
| 1981–1984 | David Charles Miller Jr.   |                              |
| 1984–1986 | John William Shirley       |                              |
| 1986–1989 | Donald K. Petterson        |                              |
| 1990–1992 | Edmund T. DeJarnette       |                              |
| 1993–1994 | Peter John De Vos          |                              |
| 1994–1997 | J. Brady Anderson          |                              |
| 1998–2001 | Charles Richard Stith      |                              |
| 2001–2003 | Robert V. Royall           |                              |
| 2003–2005 | Michael S. Owen            | Chargé d’Affaires ad interim |
| 2005–2007 | Michael Retzer             |                              |
| 2007–2009 | Mark Andrew Green          |                              |
| 2009–2013 | Alfonso E. Lenhardt        |                              |
| 1014–2016 | Mark Bradley Childress     |                              |
| 2017–2020 | Inmi K. Patterson          | Chargé d’Affaires ad interim |
| 2020–     | Donald J. Wright           |                              |